# South of Heaven
| 전문가 평가                      | 전문가 평가 |
| 평가 점수                        | 평가 점수   |
| 출처                             | 점수        |
| -------------------------------- | ----------- |
| AllMusic                         | [ 1 ]       |
| Robert Christgau                 | B–          |
| Collector's Guide to Heavy Metal | 10/10       |
| Kerrang!                         | [ 4 ]       |
| Metal Forces                     | 8/10        |
| Rock Hard                        | 8.5/10      |
| Rolling Stone                    | [ 7 ]       |
| Spin Alternative Record Guide    | 8/10        |
| Sputnikmusic                     | 3/5         |

《South of Heaven》은 1988년 7월 5일, 데프 잼 레코딩스가 발매한 미국의 스래시 메탈 밴드 슬레이어의 네 번째 스튜디오 음반이다. 이 음반은 이전 음반 《Reign in Blood》 (1986년)의 프로듀싱 실력이 그들의 사운드가 발전하는 데 도움을 준 프로듀서 릭 루빈과의 두 번째 콜라보 음반이었다. 슬레이어는 전작의 속도를 상쇄하기 위해 의도적으로 《South of Heaven》의 템포를 늦추고 왜곡되지 않은 기타와 톤 다운된 보컬을 활용했다. 《South of Heaven》은 비록 루빈이 러셀 시몬스와의 파트너십을 종료한 후 새로운 레이블인 데프 아메리칸 레코딩스로 권리를 이양받았지만, 데프 잼이 발매한 마지막 음반이었다. 이 음반은 데프 잼의 당시 배급사였던 컬럼비아 레코드가 발매를 거부했기 때문에 워너 브라더스 레코드를 통해 게펀 레코드가 배급한 두 개의 데프 잼 타이틀 중 하나였다.
《South of Heaven》은 57위로 빌보드 200에 진입한 슬레이어의 두 번째 음반이 되었다. 몇몇 비평가들은 밴드의 사운드의 변화를 칭찬했지만, 다른 비평가들은 그들의 초기 노력의 스타일에 더 익숙해진 다른 비평가들은 실망했다. 그럼에도 불구하고, 〈Mandatory Suicide〉와 타이틀곡은 그 이후 밴드의 라이브 세트리스트의 영구적인 특징이 되었다. 《South of Heaven》은 1992년에 미국 음반 산업 협회에 의해 골드 인증을 받았다.

## 배경
이 음반은 캘리포니아주 로스앤젤레스에서 《Reign in Blood》 프로듀서 릭 루빈과 함께 녹음되었다. 《팝매터스》의 평론가 애드리언 베그랜드는 루빈의 작품이 "데이브 롬바르도의 드럼을 바로 앞에 밀어붙였다"고 말했다. 기타리스트 제프 한네만은 그 이후 밴드 멤버들이 곡을 쓰기 전에 논의한 유일한 음반이라고 말했다. 그는 그들이 《Reign in Blood》에서 1위를 할 수 없다는 것을 알고, 그들이 녹음한 것이 무엇이든 음반과 비교했을 때, 슬레이어는 이전이나 그 이후 한 번도 음반에서 한 적이 없는 것이라고 믿었다. 기타리스트 케리 킹은 음악 변화의 또 다른 이유로 "사람들이 계속 추측하게 할" 필요성을 들었다. 슬레이어의 공식 전기에 따르면 "슬레이어는 《Reign in Blood》에 대한 공격적인 공격과 대조하기 위해 의식적으로 음반 전체 템포를 늦췄다"고 한다. 또한 "그들은 왜곡되지 않은 기타와 이전 음반에서는 볼 수 없었던 톤 다운된 보컬 스타일과 같은 요소들을 추가했다"고 한다.

## 커버 아트
아티스트 래리 캐롤과 일러스트레이터 하워드 슈워츠버그는 〈South of Heaven〉의 커버 아트를 디자인했으며, 슬레이어의 이전 음반 《Reign in Blood》의 삽화를 디자인했다. 사진작가 글렌 E. 프리드먼은 1986년 《Reign in Blood》 즈음에 《South of Heaven》의 뒷면 커버로 떠오른 홍보 사진을 찍었다. 롬바르도는 이것이 슬레이어를 "약간 성숙해진" 것처럼 보이게 만들었다고 느꼈고, 프리드먼 자신도 "정말 멋진 등 커버"와 "그들의 가장 고전적인 사진들 중 하나"라고 생각했다.

## 곡 목록
| #  | 제목                         | 작사       | 작곡            | 재생 시간 |
| -- | ---------------------------- | ---------- | --------------- | --------- |
| 1. | 〈South of Heaven〉          | 톰 아라야  | 제프 한네만     | 4:58      |
| 2. | 〈Silent Scream〉            | 아라야     | 한네만, 케리 킹 | 3:07      |
| 3. | 〈Live Undead〉              | 아라야, 킹 | 한네만          | 3:50      |
| 4. | 〈Behind the Crooked Cross〉 | 한네만     | 한네만          | 3:15      |
| 5. | 〈Mandatory Suicide〉        | 아라야     | 한네만, 킹      | 4:05      |

| #   | 제목                                           | 작사       | 작곡                    | 재생 시간 |
| --- | ---------------------------------------------- | ---------- | ----------------------- | --------- |
| 6.  | 〈Ghosts of War〉                              | 킹         | 한네만, 킹              | 3:53      |
| 7.  | 〈Read Between the Lies〉                      | 아라야, 킹 | 한네만                  | 3:20      |
| 8.  | 〈Cleanse the Soul〉                           | 아라야, 킹 | 한네만                  | 3:02      |
| 9.  | 〈Dissident Aggressor (주다스 프리스트 커버)〉 | 롭 핼퍼드  | K. K. 다우닝, 글렌 팁톤 | 2:35      |
| 10. | 〈Spill the Blood〉                            | 한네만     | 한네만                  | 4:48      |

## 인증
| 국가                       | 인증 | 판매량/출하량 |
| -------------------------- | ---- | ------------- |
| 캐나다 (뮤직 캐나다)       | 골드 | 50,000^       |
| 영국 (BPI)                 | 실버 | 120,000^      |
| 미국 (RIAA)                | 골드 | 500,000^      |
| ^출하량을 기반으로 한 인증 |      |               |